# Guillermo Franco (Fußballspieler)
Guillermo Luis Franco Farcuason (* 3. November 1976 in Corrientes, Argentinien) ist ein ehemaliger mexikanisch-argentinischer Fußballspieler.

## Karriere
Geboren und aufgewachsen ist Guille Franco in Argentinien und seine Fußballkarriere begann bei einem der "großen Fünf", in der Jugend von CA San Lorenzo de Almagro aus Buenos Aires. Im Mai 1996 hatte der Stürmer dort auch seinen ersten Einsatz in der Primera División. Trotzdem dauerte es noch mehrere Jahre, bis ihm der Durchbruch gelang. Erst in der Saison 1999/2000 wurde er zum Stammspieler und er war mit 10 Toren erfolgreich. Im Jahr darauf gewann er mit San Lorenzo die Apertura (Meistertitel der ersten Saisonhälfte) und anschließend die Copa Mercosur. 2002 verließ er während der Wirtschaftskrise Argentinien und kam beim mexikanischen Erstligisten CF Monterrey unter.
Monterrey, das seit zehn Jahren nicht mehr in einem Meisterschaftsfinale gestanden hatte, gewann 2003 die Clausura. Franco hatte mit seinen 10 Saisontoren großen Anteil daran und wurde zum besten Spieler der Liga gewählt. In der darauffolgenden Apertura war er mit 15 Treffern Torschützenkönig und der Verein wurde Vizemeister. Danach warf ihn eine Verletzung etwas zurück, bevor er bei der Vizemeisterschaft 2005 wieder zurückkehrte.
Inzwischen hatte Guillermo Franco zu seiner argentinischen die mexikanische Staatsbürgerschaft angenommen, weil ihn der Nationaltrainer gefragt hatte, ob er nicht für die Tri, die mexikanische Fußballnationalmannschaft, spielen wolle. Sein Länderspieldebüt in den mexikanischen Farben gab er in einem Testspiel am 8. Oktober 2005 gegen Guatemala, das mit 5:2 gewonnen wurde und zu dem er einen Treffer beisteuerte.
Anfang 2006 wechselte Franco nach Spanien. Der Stürmer ging als Verstärkung zum FC Villarreal. Dort kam er auch in der Champions League zum Einsatz, wo der Verein bis ins Halbfinale kam. Franco hatte einen Vertrag bis 2009.
Im April 2006 wurde er in das Aufgebot Mexikos für die Fußball-Weltmeisterschaft 2006 in Deutschland aufgenommen und stand in der Startelf der Nordamerikaner.
Nachdem er beim FC Villarreal keinen neuen Vertrag erhalten hatte, wechselte er zu West Ham United. Er unterzeichnete bei den Londonern einen Einjahresvertrag. Während seiner Zeit bei den Hammers bereitete er das Siegtor von Scott Parker gegen Wigan Athletic vor, welches West Ham aus der Abstiegsgefahr brachte. Im Mai gab der Verein bekannt, den Vertrag mit Franco nicht weiter verlängern zu wollen.
Bei der Fußball-Weltmeisterschaft 2010 war er Teil des Kaders der Mexikaner. Er kam auf vier Einsätze während des Turniers. Nachdem Mexiko im Achtelfinale gegen Argentinien ausgeschieden war, erklärte er seinen Rücktritt aus der Nationalmannschaft.
Franco war einige Monate ohne Verein, ehe er sich Anfang 2011 CA Vélez Sársfield anschloss. Er kam in der Clausura 2011 auf einige Kurzeinsätze und gewann mit seinem Klub die Meisterschaft. Anfang 2012 wechselte er zu CF Pachuca nach Mexiko. Nach elf Einsätzen verließ er den Klub nach einem halben Jahr wieder. Im September 2012 nahm Chicago Fire Franco unter Vertrag. Hier kam er auf drei Kurzeinsätze. Nachdem sein Vertrag nicht verlängert worden war, beendete er seine Laufbahn.

## Titel und Erfolge
- Copa Mercosur: 2001
- Primera División (Argentinien): Apertura 2001, Clausura 2011
- Primera División (Mexiko): Clausura 2003
- Vize-Meister der Primera División (Mexiko): Apertura 2004 und 2005
- Bester Spieler der Primera División (Mexiko): Clausura 2003
- Torschützenkönig der Primera División (Mexiko): Apertura 2004